# هورن، هلند
هورن (به هلندی: Horn) یک منطقهٔ مسکونی در هلند است که در لئودال واقع شده‌است. هورن ۳٬۹۹۰ نفر جمعیت دارد.